# 丹·李賓斯基
丹·李賓斯基（Dan Lipinski；1966年7月15日—）是美國的一位政治人物。自2005年開始，他是伊利諾州第3選舉區選出的美國眾議院議員。
他的黨籍是民主黨，为民主党內的保守派蓝狗联盟（Blue Dog Coalition）成員。
李賓斯基出生在芝加哥，他的父親也是位保守派民主党國會議員。